# Philip DeFranco
Philip James DeFranco Jr. (geboren als Philip James Franchini Jr., ehemals auch bekannt als sxephil; * 1. Dezember 1985 in New York) ist ein US-amerikanischer Webvideoproduzent. Unter dem Titel Philip DeFranco Show (PDS) veröffentlicht er auf seinem Youtube-Kanal täglich kurze Videos, die auf meist ironische Art eine Mischung aus aktuellem Geschehen, Politik und Popkultur behandeln. Auf seinem zweiten Youtube-Kanal, Philly D, veröffentlicht er Vlogs und andere Videos, die er mit seinem Team des DeFrancoNetworks aufnimmt.

## Leben
Am 15. September 2006 erstellte DeFranco während seiner Abschlussprüfungen an der East Carolina University den „sxephil“-Kanal auf YouTube, dessen Videos er selbst konzipierte, moderierte und editierte.
Am 22. April 2010 verkündete er das offizielle Ende der Show – später erklärte er, dass dies mit einigen rechtlichen Komplikationen zusammenhänge, unter anderem den Namen der Show betreffend. Er startete eine neue Sendung, die er NSFW („Not Safe For Work“) nannte und die im Prinzip dasselbe Format mit geringfügigen Änderungen darstellte. Kurz darauf, am 10. Mai, war es ihm jedoch möglich, zum ursprünglichen Namen der Sendung zurückzukehren.
2008 wurde er mit Hilfe seiner großen YouTube-Gefolgschaft zum „Sexiest Geek of 2008“ gewählt, einem Wettbewerb des Wired, bei dem die Leser abstimmen. Im Oktober desselben Jahres spielte er zusammen mit Jessica Rose und Kevin Wu eine Hauptrolle in Hooking Up, einer 10-Episoden Web-Serie von HBOLabs, dem Onlinezweig von HBO.
Im November 2009 gründete er den Review-Channel LikeTotallyAwesome auf YouTube, den er mit verschiedenen anderen produziert und moderiert. Die Sendung beschäftigt sich mit allen Themen rund um Film, Videospiele und Technologie. Im Juli 2010 gründete er zusätzlich iPhoneDefranco, einen Kanal für unbearbeitete Vlogs, die er direkt von seinem iPhone 4 hochlädt. Im selben Monat gründete er CuteWinFail, einen Kanal, in dem pro Video drei Kurzclips aus den namensgebenden Kategorien gezeigt und vom Publikum gewertet werden. Dieser Kanal wird von Toby Turner (Tobuscus) moderiert.
Ende August 2011 gründete er den Channel StuffPhilLikes, ebenfalls auf YouTube, auf dem er täglich – mit Ausnahme sonntags – Videos in Playlistform hochlud, in denen er andere Youtubekanäle und Videos vorstellte. Meist, indem er ein Video des betreffenden Kanals in die Playlist einbindet. Mittlerweile wurde der Kanal Hi I'm Phil umbenannt und ist seit dem 23. November 2011 inaktiv.
Am 23. Januar 2012 startete sein neuer YouTube-Channel SourceFed, den er mit drei anderen YouTubern betrieb. Der Kanal wurde im März 2017 eingestellt.
Im Mai 2017 erklärte DeFranco, dass die Kanäle Philip DeFranco und Philly D nach dem Kauf durch revision3 im Jahr 2013 wieder in seinem Eigentum sind und kündigte die Gründung eines Nachrichten-Netzwerks an, welches durch Crowdfunding mittels Patreon realisiert werden soll.

## Einkommen
In einem Interview von 2008 gab DeFranco an, aktuell über 250.000 US-Dollar pro Jahr zu verdienen, was sich aus mehreren Quellen zusammensetze. Er wurde unter anderem für Videos bezahlt, die für Carl's Jr.'s Burger und die US Fernsehserien Lie to Me und Fringe werben.